# Joseph O. Shelby
Joseph Orville "J.O." Shelby  (12 december 1830 – 13 februari 1897) was een Amerikaanse landbouwer en cavaleriegeneraal. Tijdens de  Amerikaanse Burgeroorlog was hij brigadegeneraal in het Confederate States Army die actief was aan het Trans-Mississippifront. Na de oorlog vluchtte hij naar Mexico waar hij zijn diensten aanbood aan keizer Maximiliaan van Mexico tijdens de Franse interventie in Mexico. Hij kreeg toestemming van de keizer om een kolonie voor Zuidelijke vluchtelingen te stichten tot de Fransen de keizer versloegen.

## Vroege jaren
Joseph Orville Shelby werd geboren op 12 december 1830 in Lexington, Kentucky in een zeer rijk en invloedrijke familie. Hij verloor zijn vader toen hij vijf jaar oud was en werd opgevoed door zijn stiefvader Benjamin Gratz. Shelby volgde les aan de Transylvania University. In 1852 verhuisde hij samen met zijn stiefbroer naar Waverly, Missouri waar ze de Waverly Steam Rope Company oprichtten. Hij leidde ook een Hennepplantage die de grondstof produceerde voor hun touwslagerij. Dit maakte hem tot een van de rijkste personen in Missouri.

## Bleeding Kansas
Op 22 mei 1854 werd de Kansas-Nebraska Act aangenomen die voorzag in de organisatie van de territoria (gebieden die tot de Verenigde Staten behoorden zonder de constitutionele status van staat) Kansas en Nebraska. Tevens werd het zogenaamde Missouri-compromis van 1820 herroepen en kregen de inwoners van beide toekomstige staten de mogelijkheid om zelf te beslissen over de eventuele toelating van de slavernij, en dit in naam van het zelfbestuur door het volk of de volkssoevereiniteit. De New England Emigrant Aid Company betaalde abolitionisten uit het noorden om naar Kansas te verhuizen. Als tegenreactie werd de Blue Lodge opgericht, een bijna Maconnieke organisatie die van Kansas een nieuwe slavenstaat wou maken. Shelby was een van de vooraanstaande leden van deze beweging. Zijn eerste wapenfeit in de strijd om Kansas vond plaats op 30 maart 1855 in Lawrence tijdens de verkiezingen voor de nieuwe territoriale regering. Veel bewoners van Missouri die geen geregistreerde kiezers waren, brachten illegaal hun stem uit. Dit kon door het intimideren van lokale rechters die niet de nodige controles konden uitvoeren op de kiesgerechtigden. Ook probeerden Shelby en zijn aanhangers abolitionisten te verhinderen om hun stem uit te brengen.
Shelbys betrokkenheid in wat later Bleeding Kansas genoemd werd, was schadelijk voor de zaken en voor zijn partnerschap met zijn stiefbroer Henry Howard Gratz. In december 1855 brandde hun gloednieuwe zagerij tot de grond af. Er werden bewijzen gevonden van kwaad opzet. De zagerij was niet verzekerd en ze leden 9.000 dollar verlies. Gratz keerde gedesillusioneerd terug naar Kentucky.
Shelby trad in het huwelijk op 22 juli 1857 met Elizabeth Nancy Shelby. Ze was de dochter van een nicht van Shelby. Het huwelijksfeest vond plaats op een stoomboot die hen naar Saint Louis zou brengen voor hun huwelijksreis.

## Amerikaanse Burgeroorlog

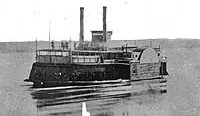
De USS Queen City

Na de Aanval op Fort Sumter door Zuidelijke eenheden in april 1861 weigerde de gouverneur van Missouri Claiborne Fox Jackson in te gaan op de oproep van president Abraham Lincoln om 75.000 vrijwilligers te bewapenen om de Zuidelijke opstand neer te slaan. Jackson probeerde zijn staat uit de Unie te loodsen. De spanningen die daarop volgden tussen militietroepen die enerzijds Jackson steunden en anderzijds de federale regering trouw bleven mondde uit in Camp Jackson affaire en het ontstaan van de pro-Zuidelijke Missouri State Guard.
Shelby rekruteerde in naam van de State Guard een eenheid van bereden infanterie die de Lafayette County Mounted Rifles werden genoemd. Shelby werd verkozen tot hun kapitein. Ze namen deel aan de veldslagen bij Carthage, Wilson's Creek en Pea Ridge. Hij werd in 1862 bevorderd tot kolonel en kreeg de opdracht om een cavalerieregiment te rekruteren  in Lafayette County in Missouri. Toen hij er in slaagde om de nieuwe rekruten naar Arkansas te brengen, kreeg hij het commando over een brigade met gloednieuwe cavalerieregimenten.
In de herfst van 1863 voerde Shelbys brigade een van de langste raids uit van de oorlog. Tussen 22 september en 3 november 1863 legde zijn brigade bijna 1.200 km af in vijandelijk gebied waarbij ze meer dan 1.000 soldaten uitschakelden en voor meer dan 2 miljoen dollar aan schade toebrachten (52 miljoen dollar in 2025). Op 15 december 1863 werd hij als beloning bevorderd tot brigadegeneraal.

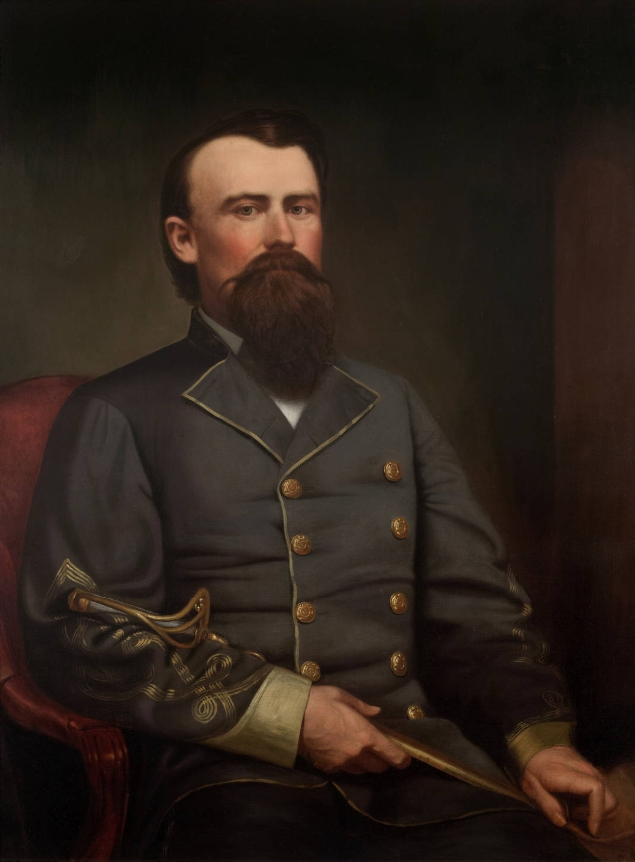
Portret van brigadegeneraal Joseph O. Shelby door George Caleb Bingham (State Historical Society of Missouri)

Tussen 23 maart en 3 mei viel de Noordelijke generaal-majoor Frederick Steele zuidelijk Arkansas binnen. Het was door de voortdurende tegenstand en speldenprikken van Shelby dat deze inval mislukte. Toen Shelby bij Marks' Mills de Noordelijke bagagetrein vernietigde, moest Steele zich terugtrekken naar Little Rock Shelby werd naar Clarendon gestuurd en kon de licht gepantserde USS Queen City veroveren. Het schip werd daarna vernietigd. Toen Sterling Price in het najaar van 1864 een aanval uitvoerde op Missouri, Arkansas en Kansas had Shelby het commando over een cavaleriedivisie. Hij won de slagen bij Westport en Little Blue River en kon verschillende garnizoenssteden veroveren op de Noordelijken zoals Potosi, Boonville, Waverly, Stockton, Lexington en California, Missouri.
Ondanks de  overgave van het Army of Northern Virginia onder generaal Robert E. Lee in april 1865 bevorderde generaal Edmund Kirby Smith Shelby tot generaal-majoor op 10 mei 1865. Zijn benoeming werd nooit officieel bekrachtigd door het ineenstorten van de Zuidelijke Staten.

## Latere jaren
Shelby wou niet capituleren en vluchtte in juni 1865 met 1.000 van zijn cavaleristen naar Mexico. Hun plan was om hun diensten aan de bieden aan keizer Maximiliaan van Mexico. De keizer weigerde hen op te nemen in zijn leger maar gaf hun wel de toestemming om de New Virginia Colony te stichten, een nederzetting voor Zuidelijke vluchtelingen niet ver van Córdoba. De kolonie werd twee jaar later opgedoekt na de val en de executie van keizer Maximiliaan.
Shelby keerde in 1867 terug naar Missouri en werd landbouwer. Hij werd in 1893 aangesteld als een U.S. Marshall voor het Western District of Missouri, een aanstelling die hij tot zijn dood zou uitoefenen. Tot afgrijzen van de lokale bevolking stelde hij een Afro-Amerikaanse hulpsheriff aan.
Op 13 februari 1897 overleed Shelby aan de gevolgen van een longontsteking op zijn boerderij in Adrian. Hij werd begraven op Forest Hill Calvary Cemetery in Kansas City, Missouri.